# Siti Nurhaliza

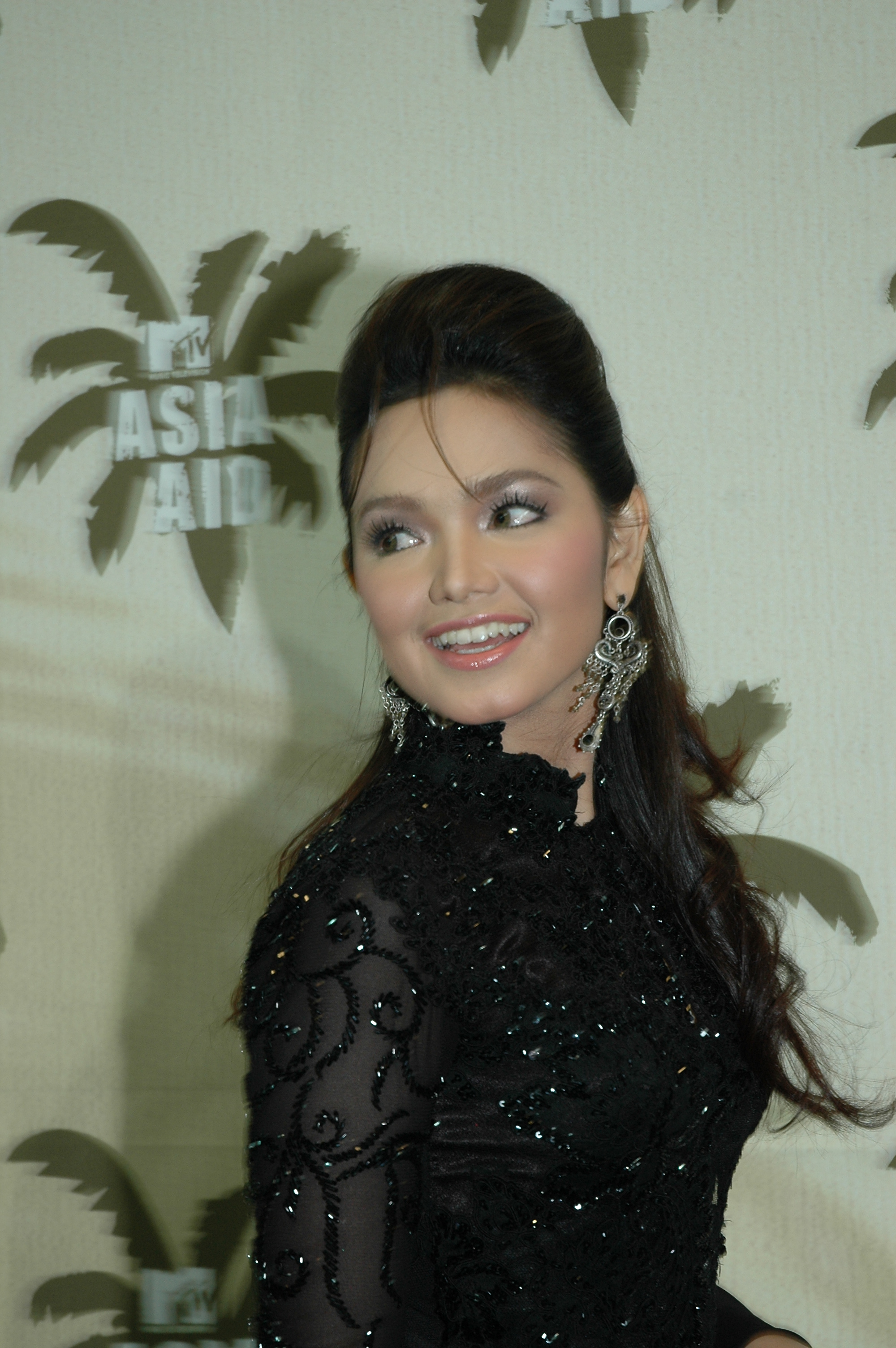
Siti Nurhaliza

Siti Nurhaliza binti Tarudin (o més conegut com a Siti Nurhaliza; Kampung Awah, Temerloh, Pahang, Malàisia, 11 de gener de 1979) és una cantant, actriu, compositora, productora musical i empresària discogràfica de Malàisia.

## Discografia
- Siti Nurhaliza 1 (1996)
- Siti Nurhaliza 2 (1997)
- Cindai (1997)
- Adiwarna (1998)
- Seri Balas (1999)
- Pancawarna (1999)
- Sahmura (2000)
- Safa (2001)
- Sanggar Mustika (2002)
- E.M.A.S (2003)
- Anugerah Aidilfitri (2003)
- Prasasti Seni (2004)
- Transkripsi (2006)
- Hadiah Daripada Hati (2007)
- Lentera Timur (2008)
- Tahajjud Cinta (2009)
- CTKD: Canda, Tangis, Ketawa & Duka (2009)
- All Your Love (2011)
- Fragmen (2014)
- SimetriSiti (2017)
- ManifestaSITI2020 (2020)
- Legasi (2021)
- Sitism (2023)